# Błonie (Kłyżów)
Błonie – część wsi Kłyżów w Polsce, położona w województwie podkarpackim, w powiecie stalowowolskim, w gminie Pysznica.
W latach 1975–1998 Błonie administracyjnie należały do województwa tarnobrzeskiego.